# Ousmane N'Diaye
Ousmane Cardinal N'Diaye (Dakar, 19 agosto 1991) è un calciatore senegalese, difensore del Sainte-Geneviève.

## Carriera
Ha giocato nella prima divisione turca, in quella moldava ed in quella kazaka, oltre che nella seconda divisione francese.

## Statistiche

### Presenze e reti nei club
Statistiche aggiornate al 12 febbraio 2023.
| Stagione             | Squadra              | Campionato           | Campionato | Campionato | Coppe nazionali | Coppe nazionali | Coppe nazionali | Coppe continentali | Coppe continentali | Coppe continentali | Altre coppe | Altre coppe | Altre coppe | Totale | Totale |
| Stagione             | Squadra              | Comp                 | Pres       | Reti       | Comp            | Pres            | Reti            | Comp               | Pres               | Reti               | Comp        | Pres        | Reti        | Pres   | Reti   |
| -------------------- | -------------------- | -------------------- | ---------- | ---------- | --------------- | --------------- | --------------- | ------------------ | ------------------ | ------------------ | ----------- | ----------- | ----------- | ------ | ------ |
| 2011-2012            | Arles-Avignon        | L2                   | 21         | 0          | CF+CdL          | 0+1             | 0               | -                  | -                  | -                  | -           | -           | -           | 22     | 0      |
| 2012-2013            | Arles-Avignon        | L2                   | 24         | 0          | CF+CdL          | 2+2             | 0               | -                  | -                  | -                  | -           | -           | -           | 28     | 0      |
| 2013-2014            | Arles-Avignon        | L2                   | 23         | 0          | CF+CdL          | 0+2             | 0               | -                  | -                  | -                  | -           | -           | -           | 25     | 0      |
| 2014-2015            | Arles-Avignon        | L2                   | 32         | 1          | CF+CdL          | 2+4             | 0               | -                  | -                  | -                  | -           | -           | -           | 38     | 1      |
| Totale Arles-Avignon | Totale Arles-Avignon | Totale Arles-Avignon | 100        | 1          |                 | 13              | 0               |                    | -                  | -                  |             | -           | -           | 113    | 1      |
| 2015-2016            | Samsunspor           | 1. Lig               | 34         | 1          | TK              | 0               | 0               | -                  | -                  | -                  | -           | -           | -           | 34     | 1      |
| 2016-2017            | Samsunspor           | 1. Lig               | 25         | 1          | TK              | 1               | 0               | -                  | -                  | -                  | -           | -           | -           | 26     | 1      |
| Totale Samsunspor    | Totale Samsunspor    | Totale Samsunspor    | 59         | 2          |                 | 1               | 0               |                    | -                  | -                  |             | -           | -           | 60     | 2      |
| 2017-2018            | Gençlerbirliği       | SL                   | 10         | 0          | TK              | 2               | 0               | -                  | -                  | -                  | -           | -           | -           | 12     | 0      |
| 2022-2023            | Mohammedan           | IL                   | 19         | 0          | SC              | 0               | 0               | -                  | -                  | -                  | DC          | 6           | 1           | 25     | 1      |
| Totale carriera      | Totale carriera      | Totale carriera      | 188        | 3          |                 | 16              | 0               |                    | -                  | -                  |             | 6           | 1           | 210    | 4      |

## Palmarès

### Competizioni nazionali
- Campionato moldavo: 1

Sheriff Tiraspol: 2019